# Madera, Kalifornien
Madera är en stad (city) i Madera County, i delstaten Kalifornien, USA. Enligt United States Census Bureau har staden en folkmängd på 62 219 invånare (2011) och en landarea på 40,9 km². Madera är huvudort i Madera County.